# Toninia cumulata
Toninia cumulata är en lavart som först beskrevs av Sommerf., och fick sitt nu gällande namn av Theodor 'Thore' Magnus Fries. Toninia cumulata ingår i släktet Toninia och familjen Ramalinaceae.   Inga underarter finns listade i Catalogue of Life.